# Лейк-Юнис (тауншип, Миннесота)
Лейк-Юнис (англ. Lake Eunice) — тауншип в округе Бекер, Миннесота, США. На 2000 год его население составило 1198 человек.

## География
По данным Бюро переписи населения США площадь тауншипа составляет 93,2 км², из которых 77,8 км² занимает суша, а 15,4 км² — вода (16,56 %).

## Демография
По данным переписи населения 2000 года здесь находились 1198 человек, 506 домохозяйств и 364 семьи.  Плотность населения —  15,4 чел./км².  На территории тауншипа расположено 1165 построек со средней плотностью 15,0 построек на один квадратный километр. Расовый состав населения: 96,74 % белых, 1,09 % коренных американцев, 0,08 % азиатов, 0,08 % c Тихоокеанских островов и 2,00 % приходится на две или более других рас. Испанцы или латиноамериканцы любой расы составляли 1,09 % от популяции тауншипа.
Из 506 домохозяйств в 28,9 % воспитывались дети до 18 лет, в 63,8 % проживали супружеские пары, в 4,3 % проживали незамужние женщины и в 27,9 % домохозяйств проживали несемейные люди. 23,1 % домохозяйств состояли из одного человека, при том 7,1 % из — одиноких пожилых людей старше 65 лет. Средний размер домохозяйства — 2,37, а семьи — 2,79 человека.
23,0 % населения — младше 18 лет, 5,5 % — в возрасте от 18 до 24 лет, 26,2 % — от 25 до 44, 31,1 % — от 45 до 64, и 14,2 % — старше 65 лет. Средний возраст — 42 года. На каждые 100 женщин приходилось 116,6 мужчин.  На каждые 100 женщин старше 18 приходилось 110,5 мужчин.
Средний годовой доход домохозяйства составлял 34 688 долларов, а средний годовой доход семьи —  43 393 доллара. Средний доход мужчин —  30 735  долларов, в то время как у женщин — 19 850. Доход на душу населения составил 18 756 долларов. За чертой бедности находились 8,5 % семей и 11,2 % всего населения тауншипа, из которых 14,9 % младше 18 и 6,7 % старше 65 лет.